# Rue Mississipi
La rue Mississipi est une rue de la ville de Liège (Belgique) située dans le quartier de Sainte-Marguerite.

## Odonymie
L'origine du nom de la rue est incertaine. La rue aurait pris le nom de Mississipi au cours du XVIIIe siècle, probablement à cause de l’engouement que suscitait alors l'exploration du Nouveau Monde. Il est à noter que la plaque de rue indique : Rue Mississipi (avec 1 p) au carrefour avec la rue Saint-Séverin tandis que celle placée au carrefour de la rue Louis Fraigneux est intitulée : Rue Mississippi (avec 2 p) comme l'exigerait l'orthographe exacte du fleuve américain.

## Situation et description
Cette voirie pavée et rectiligne mesure environ 143 mètres et relie la rue Saint-Séverin et la rue Sainte-Marguerite qui empruntent vraisemblablement le tracé du ruisseau de la Légia à la rue Louis Fraigneux située plus en hauteur. La rue compte une trentaine d'habitations. Elle se prolonge au sud par la rue des Fossés située sur le versant opposé.

## Histoire et patrimoine

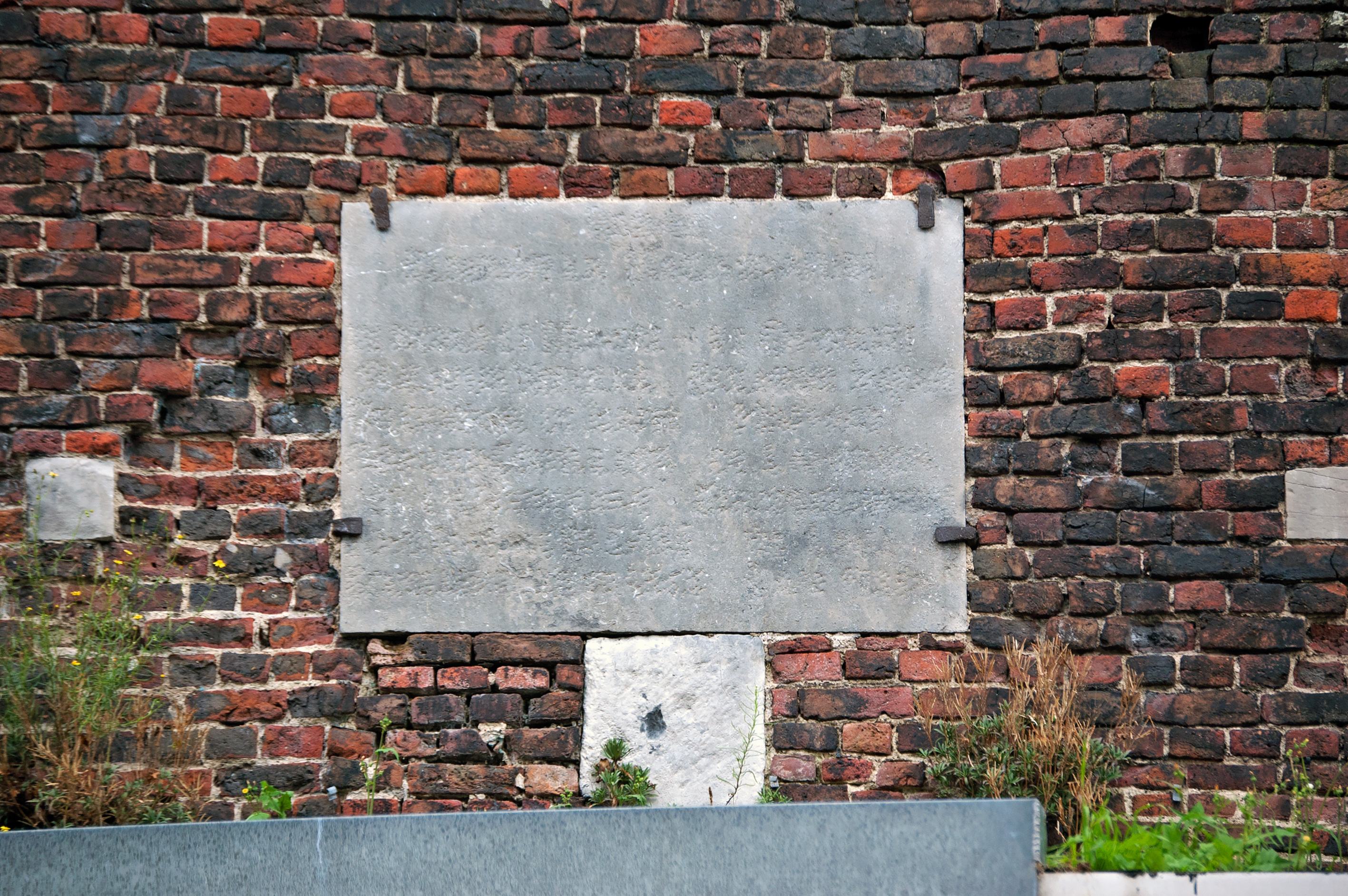
Inscription martelée sur le bastion du Saint-Esprit, côté rue Mississipi.

À l'angle avec la rue Louis Fraigneux, un haut mur en brique d'une trentaine de mètres de long est en fait la partie ouest du bastion du Saint-Esprit érigé au XIIIe siècle puis réédifié au début du XVIIe siècle et qui a pris le nom du bourgmestre de l'époque : Philippe le Rosseau dit Philippe du Saint-Esprit. Ce bastion faisait partie des seconds remparts de la ville de Liège. Ensuite, le haut mur du bastion s'éloigne de l'axe de la rue formant ainsi la paroi sud de ce bastion avant que les remparts ne se dressent à l'arrière des maisons du côté pair. Ils sont visibles à l'arrière du no 22. 
Initialement, la rue Mississipi rejoignait la rue Hocheporte après avoir opéré un virage à droite. La création de la rue Louis Fraigneux en 1940 a supprimé cette partie nord de la rue.

## Architecture
Bâti dans les années 1930 à l'angle de la rue des Meuniers, l'immeuble situé au no 15 possède une structure architecturale proche du style « paquebot ». Le soubassement est réalisé en moellons de grès et le reste de l'immeuble est bâti en briques jaunes (maçonnées verticalement en ce qui concerne les travées latérales). L'angle du bâtiment est occupé par un oriel semi-circulaire sur deux niveaux.

## Voies adjacentes
- Rue des Fossés
- Rue Saint-Séverin
- Rue Sainte-Marguerite
- Rue des Meuniers
- Rue Louis Fraigneux